# 日高敏隆
日高 敏隆（ひだか としたか、1930年2月26日 - 2009年11月14日）は、日本の動物行動学者。京都大学名誉教授。総合地球環境学研究所名誉教授。日本昆虫学会会長、日本動物行動学会会長を務めた。

## 経歴
1930年、東京市渋谷区（現：東京都渋谷区）生まれ。少年時代から昆虫採集に熱中するいわゆる昆虫少年であった。当時は昆虫少年同士の全国的な文通や同人誌を通じたネットワークがあり、日高も世代の近い養老孟司や同年生まれの矢島稔ら、その後昆虫少年から後に研究者になっていった人々と、その頃から交流があった。小学校時代から昆虫学者を志していたものの両親の無理解に苦しみ、また当時通っていた広尾尋常小学校（現：渋谷区立広尾小学校）のスパルタ教育に馴染めなかったことから不登校に陥り、自殺を考えたこともあるが、担任教師が両親に掛け合ってくれ、日高が昆虫学の道に進むことを承諾させるとともに、より自由な校風の東京市笄国民学校（現：港区立笄小学校）に越境入学させたことで命を救われた。
旧制成城高等学校（在学中に学制改革を経験し、成城大学となる）で関心の対象が動物学に移り、1952年に東京大学理学部動物学科を卒業。昆虫を研究材料とした生理学的研究から、次第に新しい動物行動学の要素を取り入れた方向に研究を発展させていった。昼間岩波書店に勤務し、夜間東京大学の研究室で研究を続けていた駆け出しの研究者の頃、動物学科の後輩の畑正憲と交流を持つ。1961年、学位論文『アゲハチョウ蛹における形態学的体色変化の内分泌的機構の研究』を東京大学に提出して理学博士号を取得。
卒業後は、東京農工大学農学部講師となった。助教授、教授に昇進し、1975年に京都大学理学部教授となった。当時の教え子に竹内久美子がいる。1982年に創設された日本動物行動学会の初代会長に就任。1989年に京都大学理学部学部長に就任。1993年京都大学定年退官。1995年から滋賀県立大学初代学長。2001年から総合地球環境学研究所初代所長（後に顧問）。京都市青少年科学センター所長。京都精華大学人文学部客員教授。2009年11月14日、肺がんにより死去。79歳没。

## 受賞・栄典
- 1976年： 毎日出版文化賞（『チョウはなぜ飛ぶか』 岩波書店<岩波科学の本>、1975年 に対し）[3]
- 2000年： 南方熊楠賞（自然科学の部）[4]
- 2001年： 日本エッセイスト・クラブ賞（『春の数えかた』 新潮社、2001年 に対し）[5]
- 2008年： 瑞宝重光章[3]

## 研究内容・業績
- 専攻は昆虫生理学で、フェロモンに関する研究で知られる。『チョウはなぜ飛ぶか』(1975年)など多数の著作を残した。
- 多国語に堪能であるため、この分野を開拓したコンラート・ローレンツやニコ・ティンバーゲンらの著作の日本語訳や、自ら記した一般向けの啓蒙書も多い。

### 動物行動学
- ヨーロッパで動物行動学が興るのと同じ時期にこの分野に飛び込んだ草分け期の研究者であり、日本に動物行動学を最初に紹介した研究者の一人でもある。哺乳類へと研究対象を広げ、人間社会や行動学の考察も行った。「自律分散システム」の研究は、人間の本質解明に新しい光をあてた。イギリスの行動学者ドーキンスなどの翻訳も手掛けた。
- 1982年に創設された日本動物行動学会の初代会長を務めた。

## 家族・親族
- 妻：後藤喜久子はイラストレーターで、日高の著書のイラストも担当し、「ごとうきくこ」名義で絵本も発表している

## 著書

### 単著
- 『動物にとって社会とはなにか』 至誠堂、1966年
  - 『動物にとって社会とはなにか』 講談社〈講談社学術文庫〉、1977年、ISBN 4061581694
- 『ネズミが地球を征服する?』後藤喜久子 絵 筑摩書房〈ちくま少年図書館〉、1972年
  - 『ネズミが地球を征服する?』 筑摩書房〈ちくま文庫〉、1992年、ISBN 4480026134
- 『人間に就いての寓話』 風濤社、1972年
  - 『人間についての寓話』 思索社、1991年
  - 『人間についての寓話』 平凡社〈平凡社ライブラリー〉、1994年、ISBN 4582760430
- 『昆虫という世界』 朝日新聞社、1973年
  - 『昆虫という世界』 朝日新聞社〈朝日文庫〉、1992年、ISBN 4022607386
- 『動物の生きる条件』 玉川大学出版部、1974年
- 『チョウはなぜ飛ぶか』 岩波書店〈岩波科学の本〉、1975年
  - 『チョウはなぜ飛ぶか』 岩波書店、1998年、ISBN 4000066331
  - 『チョウはなぜ飛ぶか』 岩波書店〈岩波少年文庫〉、2020年、ISBN 978-4001142518
- 『動物はなぜ動物になったか』 玉川大学出版部、1976年
- 『エソロジーはどういう学問か』 思索社、1976年
- 『動物の目でみる文化 対談集』 平凡社、1978年4月
- 『犬のことば』後藤喜久子 絵 青土社、1979年6月
- 『群となわばりの経済学』 岩波書店〈岩波グラフィックス〉、1983年1月
- 『動物の体色』 東京大学出版会〈UPバイオロジー〉、1983年、ISBN 4130631020
- 『動物という文化』 講談社〈講談社学術文庫〉、1988年、ISBN 4061588540
- 『ネコたちをめぐる世界』後藤喜久子 絵 小学館 1989年、ISBN 4093870470
  - 『ネコたちをめぐる世界』 小学館〈小学館ライブラリー〉、1993年、ISBN 4094600434
- 『利己としての死』 弘文堂〈叢書死の文化〉、1989年11月、ISBN 4335750072
- 『動人物 - 動物のなかにいる人間』 福村出版、1990年4月、ISBN 4571510012
  - 『動人物、動物の中に人間がいる』 講談社〈講談社+α文庫〉、1997年、ISBN 4062561956
- 『人類はいません エッセイランド』 福村出版、1990年10月、ISBN 4571510020
- 『生きものの世界への疑問』 朝日新聞社〈朝日文庫〉、1991年8月、ISBN 4022606584
- 『動物たちの戦略 現代動物行動学入門』 読売新聞社、1992年7月、ISBN 4643920661
- 『大学は何をするところか』 平凡社、1993年4月、ISBN 458273104X
- 『帰ってきたファーブル』 人文書院、1993年3月、ISBN 4409240412
  - 『帰ってきたファーブル - 現代生物学方法論』講談社〈講談社学術文庫〉、2000年、ISBN 4061594281
- 『プログラムとしての老い』 講談社、1997年11月、ISBN 4062085704
- 『ぼくにとっての学校 - 教育という幻想』 講談社、1999年、ISBN 406209360X
- 『ネコはどうしてわがままか - 不思議な「いきもの博物誌」』 法研、2001年、ISBN 4879544078
  - 『ネコはどうしてわがままか』 新潮社〈新潮文庫〉、2008年、ISBN 4101164738
- 『動物の言い分人間の言い分』 角川書店〈角川oneテーマ21〉、2001年5月、ISBN 4047040320
- 『春の数えかた』 新潮社、2001年、ISBN 4104510017 - 日本エッセイスト・クラブ賞受賞
  - 『春の数えかた』 新潮社〈新潮文庫〉、2005年、ISBN 4101164711
- 『動物と人間の世界認識 - イリュージョンなしに世界は見えない』 筑摩書房、2003年、ISBN 4480860681
  - 『動物と人間の世界認識 - イリュージョンなしに世界は見えない』 筑摩書房〈ちくま学芸文庫〉、2007年、ISBN 4480090975
- 『人間はどこまで動物か』 新潮社、2004年、ISBN 4104510025
  - 『人間はどこまで動物か』 新潮社〈新潮文庫〉、2006年、ISBN 410116472X
- 『人間は遺伝か環境か？遺伝的プログラム論』 文藝春秋〈文春新書〉、2006年1月、ISBN 4166604856
- 『ぼくの世界博物誌 人間の文化・動物たちの文化』 玉川大学出版部、2006年11月、ISBN 4472302942
- 『セミたちと温暖化』 新潮社、2007年4月、ISBN 4104510033
- 『生きものの流儀』 岩波書店 2007年10月、ISBN 4000050567
- 『なぜ飼い犬に手をかまれるのか 動物たちの言い分』後藤喜久子 絵 PHP研究所〈PHPサイエンス・ワールド新書〉、2009年10月、ISBN 4569772056
- 『世界を、こんなふうに見てごらん』 集英社〈集英社文庫〉、2013年、ISBN 978-4087450279

### 選集
- 『日高敏隆選集』全8巻（ランダムハウス講談社 2007年-2008年）

1. 『チョウはなぜ飛ぶか』2007.12 ISBN 4270002891
2. 『動物にとって社会とはなにか』2007.12 ISBN 4270002905
3. 『昆虫という世界』2008.1 ISBN 4270003014
4. 『動物という文化』2008.3 ISBN 4270003146
5. 『動物はなぜ動物になったか』2008.3 ISBN 4270003154
6. 『人間についての寓話』2008.4 ISBN 4270003367
7. 『帰ってきたファーブル』2008.5 ISBN 427000343X
8. 『人間はどういう動物か』2008.6 ISBN 4270003758

### 共著
- 『助けあう生物たち』 八杉竜一 金子書房 1953
- 『新しい生物学 生命のナゾはどこまで解けたか?』野田春彦・丸山工作（講談社 ブルーバックス 1966）
- 『人間に自由があるか ライフサイエンスの立場から』対談:渡辺格 三省堂 1972
- 『人類文化史 1 人類の創世記』 寺田和夫 講談社 1973
- 『生のかたち』原ひろ子 思索社 1978.7
- 『本能のジュークボックス 動物行動学講義』戸川幸夫対談 朝日出版社レクチャーブックス 1979
- 『科学の事典』（岩波書店 1980年）
- 『アメンボのスケート』麻生保 岩波映画製作所 岩波書店 1982.3
- 『人と自然の24時間』遠藤一夫 岩波書店 1982.10
- 『十二支の動物たち 和田誠・日高敏隆の動物断想』共同通信社 1983.12
- 『情緒ロボットの世界』大橋力、小田晋、村上陽一郎共著 講談社 1985
- 『森のほ乳類』羽田節子 学習研究社 1986.7
- 『ワニはいかにして愛を語り合うか 動物たちのコミュニケーション』竹内久美子 PHP研究所、1986 のち新潮文庫
- 『植物の論理と戦略』河野昭一 平凡社 1987.4
- 『ミジンコの都合』坂田明 晶文社 1990.9
- 『もっとウソを!男と女と科学の悦楽』竹内久美子対談 文藝春秋、1997 のち文庫
- 『日本文化の新しい顔』河合隼雄 岩波ブックレット 1998.1
- 『「まなびや」の行方』阿部謹也 黙出版 2001.2
- 『人間について 往復エッセー』篠田節子 扶桑社、2004

### 編著
- 『原色昆虫百科図鑑』小学館 1967年
- 『甲虫のくらし』小学館 1980年
- 『動物行動の意味』東海大学出版会 1983.7
- 『動物の行動と社会 放送大学 1990.3
- 『ボルネオの生きものたち 熱帯林にその生活を追って』石井実共編著 東京化学同人 1991.2
- 『水と生命の生態学 水に生きる生物たちの多様な姿を追う』講談社ブルーバックス 2000.10
- 『生物多様性はなぜ大切か？』昭和堂 2005年
- 『シルクロードの水と緑はどこへ消えたか?』中尾正義共編 昭和堂 2006.6
- 『森はだれのものか? アジアの森と人の未来』秋道智彌共編 昭和堂 2007.3
- 『人はなぜ花を愛でるのか』白幡洋三郎共編 八坂書房 2007.3
- 『地球環境学事典』立本成文共監修 弘文堂 2010.10

### 訳書
- 『種の起源』エミール・ギェノー 白水社文庫クセジュ 1955年
- 『植物とわたしたち ヴェルジーリン』 八杉竜一共訳 岩波少年文庫 1956
- 『動物のことば』テインベルヘン著 渡辺宗孝、宇野弘之共訳 みすず書房 現代科学叢書 1957年）
- 『生物学の歩み』モーリス・コールリー 金谷晴夫共訳 白水社文庫クセジュ 1957年
- 『社会生物学 社会の生理』ガストン・ブートゥール 白水社文庫クセジュ 1958年
- 『マンモスの狩人 よみがえる原始』シェトルヒ 島崎三郎共訳 理論社 1959年
- 『動物の感覚』エルネスト・ボームガール 白水社文庫クセジュ 1960年
- 『社会生物学入門』アラン・デール 飯島衛、小野坂紀子共訳 白揚社 1961
- 『動物学への招待』ツィンゲル 理論社 みんなの科学 1962年）
- 『ソロモンの指輪 動物行動学入門』コンラート・ローレンツ 早川書房 1963年 のち文庫）
- 『人間の生物学』ユジェーヌ・シュレデール 高田誠共訳 白水社文庫クセジュ 1966
- 『昆虫の光周性』ア・エス・ダニレフスキー 正木進三共訳 東京大学出版会 1966年）
- 『伝説のなぞを解く 歴史への科学的探検』イゴーリ・アキムシキン 羽田節子共訳 理論社 1968
- 『機械の中の幽霊 -現代の狂気と人類の危機』アーサー・ケストラー 長野敬共訳 ぺりかん社 1969 のちちくま学芸文庫
- 『裸のサル 動物学的人間像』デズモンド・モリス 河出書房新社 1969 のち角川文庫
- 『生物学』ポール・ワイス 佐藤七郎共訳 東京大学出版会 1969-1973
- 『攻撃 悪の自然誌』ローレンツ 久保和彦共訳 みすず書房 1970
- 『かくれた次元』エドワード・ホール 佐藤信行共訳 みすず書房 1970
- 『昆虫の世界』レミ・ショーバン 平井剛夫共訳 平凡社 世界大学選書 1971年
- 『北アメリカ』ピーター・ファーブ タイムライフインターナショナル 1971
- 『虫の惑星 知られざる昆虫の世界』ハワード・エンサイン・エヴァンズ 早川書房 1972年・後にハヤカワ文庫 1994.8
- 『文明化した人間の八つの大罪 K.ローレンツ 大羽更明共訳 思索社 1973
- 『生物から見た世界』ヤーコプ・フォン・ユクスキュル、ゲオルク・クリサート 野田保之共訳 思索社 1973 のち岩波文庫（羽田節子共訳）
- 『動物の行動』デティアー、ステラー 第3版 小原嘉明共訳 岩波書店 1973
- 『愛と憎しみ 人間の基本的行動様式とその自然誌』アイブル＝アイベスフェルト 久保和彦共訳 みすず書房 1974
- 『破壊の伝統 人間至上文化の組みかえのために』ジョン・A.リヴィングストン 羽田節子共訳 文化放送開発センター出版部 1974
- 『十戒の生物学 モラルについての行動学的考察』 W.ヴィックラー 大羽更明共訳 平凡社 1976
- 『行動は進化するか』ローレンツ 羽田節子共訳 講談社現代新書 1976年）
- 『動物行動学』ローレンツ 丘直通共訳 思索社 1977-1980 のちちくま学芸文庫
- 『ローレンツの思想』R.I.エヴァンス 思索社 1979年）
- 『生物=生存機械論 利己主義と利他主義の生物学』リチャード・ドーキンス 岸由二、羽田節子、垂水雄二共訳 紀伊国屋書店 1980（『利己的な遺伝子』リチャード・ドーキンス 岸由二、羽田節子、垂水雄二共訳 紀伊国屋書店 1991.2 上記書の第二版を改題）
- 『地球の生きものたち』デイビッド・アッテンボロー 共訳 早川書房 1982.3
- 『ティンバーゲン動物行動学』羽田節子、宮川桃子共訳 平凡社 1982-1983
- 『ファーブル植物記』林瑞枝共訳 平凡社 1984 のちライブラリー
- 『ナチュラリスト志願』ジェラルド・ダレル、リー・ダレル 今泉みね子共訳 ティビーエス・ブリタニカ 1985.2
- 『年齢の本』デズモンド・モリス 平凡社 1985.5
- 『ノミはどうしてはねるのか』（M.ロスチャイルド 日経サイエンス ワンポイントサイエンス 1983年
- 『鼻行類 新しく発見された哺乳類の構造と生活』ハラルト・シュテンプケ 思索社 1987 のち平凡社ライブラリー
- 『延長された表現型 自然淘汰の単位としての遺伝子』リチャード・ドーキンス 遠藤彰、遠藤知二共訳 紀伊国屋書店 1987
- 『動物行動学入門』P.J.B.スレーター 百瀬浩共訳 岩波書店 1988.9
- 『破壊の伝統 人間文明の本質を問う』ジョン・A.リヴィングストン 羽田節子共訳 講談社学術文庫 1992
- 『ファーブル博物記 5 植物のはなし』後平澪子共訳 岩波書店 2004.6